# Trachylepis quinquetaeniata
Espèce
Synonymes
- Scincus quinquetaeniatus Lichtenstein, 1823
- Mabuia quinquetaeniata (Lichtenstein, 1823)
- Mabuya quinquetaeniata (Lichtenstein, 1823)
- Euprepes savignyi Duméril & Bibron, 1839
- Trachylepis savignyi (Duméril & Bibron, 1839)
- Mabuia quinquetaeniata langheldi Sternfeld, 1917
- Mabuia quinquetaeniata riggenbachi Sternfeld, 1917
- Mabuia quinquetaeniata scharica Sternfeld, 1917

Trachylepis quinquetaeniata, Scinque pentaligne, est une espèce de sauriens de la famille des Scincidae.

## Répartition
Cette espèce se rencontre en Afrique. Elle a été introduite en Floride aux États-Unis.

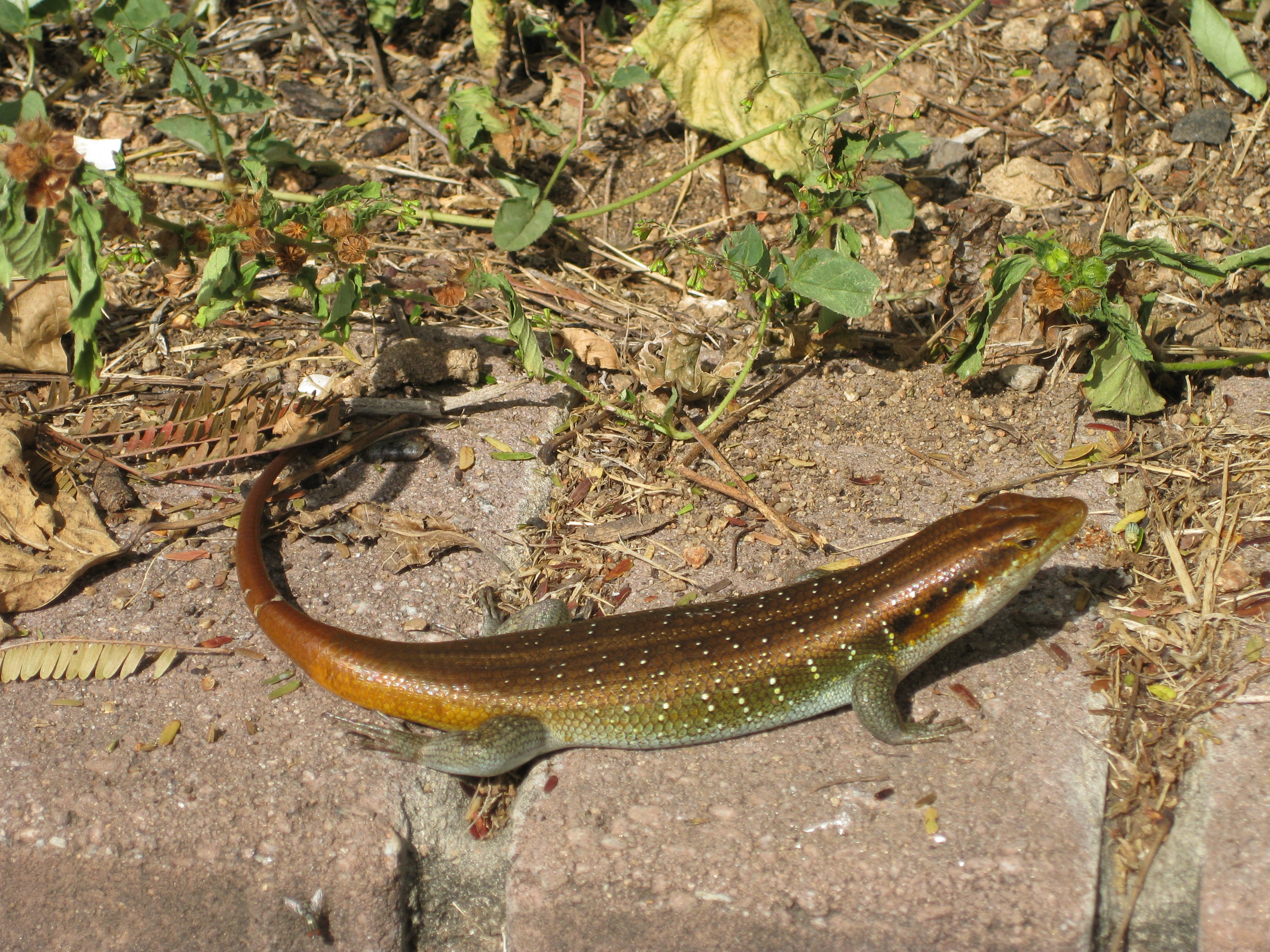

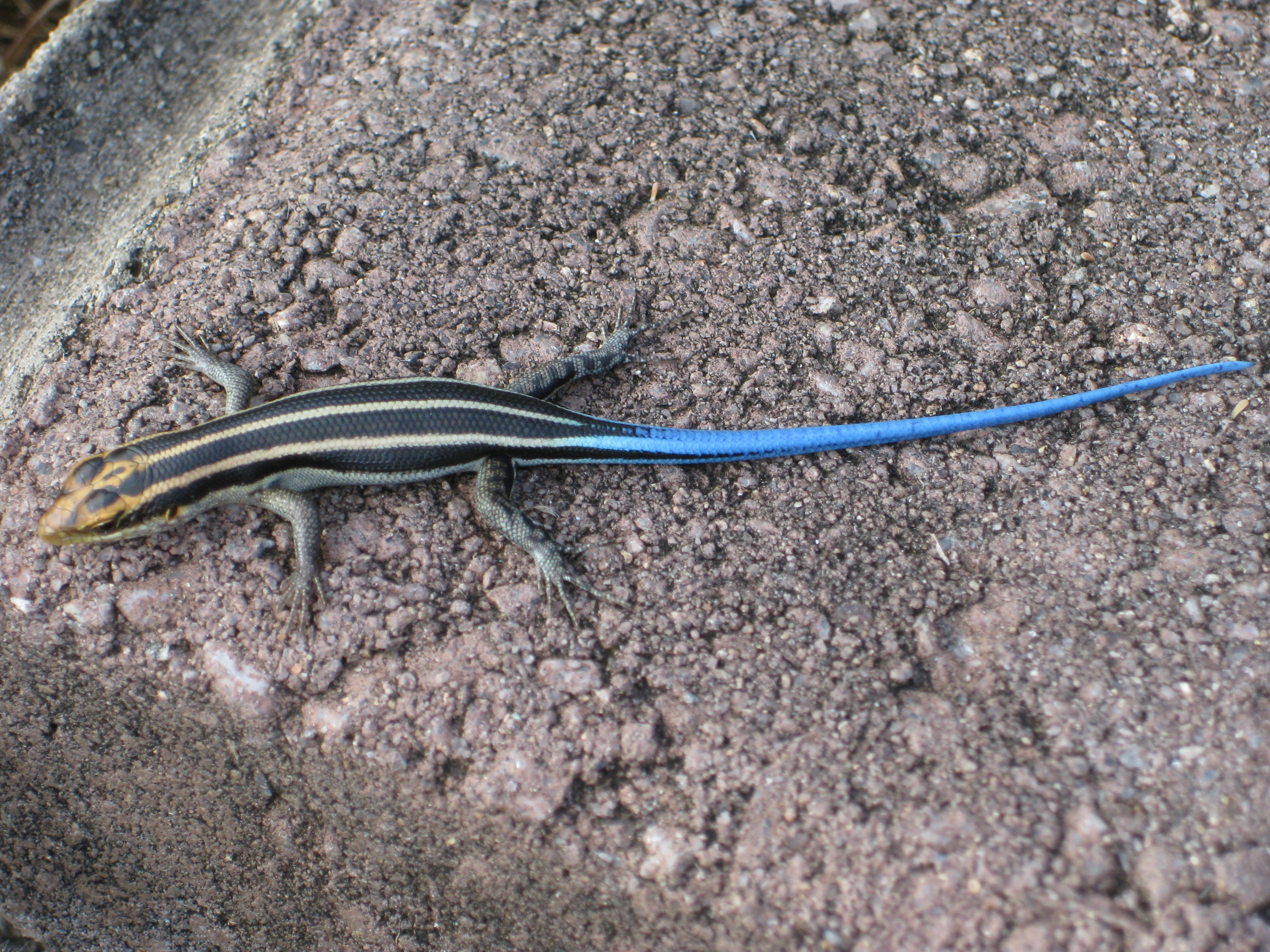
juvénile

## Liste des sous-espèces
Selon The Reptile Database (12 mai 2014) :
- Trachylepis quinquetaeniata quinquetaeniata (Lichtenstein, 1823)
- Trachylepis quinquetaeniata langheldi (Sternfeld, 1917)
- Trachylepis quinquetaeniata riggenbachi (Sternfeld, 1917)
- Trachylepis quinquetaeniata scharica (Sternfeld, 1917)

## Publications originales
- Lichtenstein, 1823 : Verzeichniss der Doubletten des Zoologischen Museums der Königlichen Friedrich-Wilhelm-Universität zu Berlin nebst Beschreibung vieler bisher unbekannter Arten von Säugethieren, Vögeln, Amphibien und Fischen. Königlich Preussische Akademie der Wissenschaften, Berlin, p. 1-118 (texte intégral).
- Sternfeld, 1917 : Reptilia und Amphibia in Schubotz, 1917 : Wissenschaftliche Ergebnisse der Zweiten Deutschen Zentral-Afrika-Expedition, 1910-1911 unter Führung Adolph Friedrichs, Herzog zu Mecklenburg. Leipzig: Klinkhardt & Biermann, vol. 1, Zoologie, p. 407-510 (texte intégral).